# Bihastina albolucens
Bihastina albolucens är en fjärilsart som beskrevs av Louis Beethoven Prout 1916. Bihastina albolucens ingår i släktet Bihastina och familjen mätare. Inga underarter finns listade i Catalogue of Life.